# HCB Karviná
Handball Club Baník Karviná je jedním z nejslavnějších českých házenkářských klubů.[zdroj⁠?!] Byl založen již v roce 1955 a prakticky ihned po svém založení se dostal do české špičky. Klub je patnáctinásobným mistrem své země, dvakrát mistrem Československa (v letech 1968 a 1972) a čtrnáctkrát mistrem Česka. Poslední titul získal v roce 2024. Klub za dobu své existence vychoval řadu reprezentantů Česka. Několik sezón odehrál Baník Karviná také v Lize mistrů.

## Historie
Začalo to vlastně v roce 1952. Odborné učiliště Dolu 1. máj v Karviné 6 se jen hemžilo mladými chlapci. Někdy neměli po vyučování co na práci a tak vychovatelé pro ně hledali zábavu, nabízeli jim zájmové kroužky, sport. Vychovatel Břetislav Kaplan, hráč Sokola Telnice u Brna přitahoval učně svými kousky s míčem. A tak zanedlouho byl vytvořen házenkářský kroužek, z něhož pak vzniklo první dorostenecké družstvo české házené na Karvinsku. Tréninkové hřiště bylo však daleko. Chlapci tedy neměli příliš velkou chuť k tréninku.
Teprve podzim 1954 přinesl změnu. Do učiliště přišla nová směna, vzniklo nové družstvo a to se už přihlásilo do krajského přeboru. Mezi jmény se objevují Fabián, Votánek, Čičmanec a jiní, kteří později proslavili oddíl v mezinárodní házené.
V létě 1955 jelo toto družstvo dorostenců k mistrovskému utkání do Ostravy-Přívoza lokálkou. Max Fabián zahlédl v novinách zprávu, že v Paskově se hraje dorostenecký turnaj v mezinárodní házené a bylo jednohlasně rozhodnuto: "Po zápase se jede do Paskova!" Pořadatelé byli velmi udiveni příchodem neznámého a nezvaného kolektivu, ale nakonec byla Karviná zařazena do turnaje. Mezi kluky vznikla panika: "Mezinárodní jsme nikdy nehráli! Vždyť neznáme pravidla!" Po bleskové instruktáži bohumínského trenéra Karviná nastoupila do semifinále proti ŽD Bohumín a překvapivě zvítězila 8:2. Ve finále prohráli se Sokolem Paskov 8:6. Krajská sekce mezinárodní házené vyhlásila tento turnaj jako první kolo krajského přeboru dorostu. Paskov tak znamenal konec české házené v Karviné. Za 14 dní se hrála odveta a překvapení pokračovalo. Karviná porazila Paskov 12:8 a stala se krajským přeborníkem v mezinárodní házené pro rok 1955.
V zimním období přicházívali hrávat do tělocvičny učiliště košíkáři Baníku ČSA Karviná. Nedalo mnoho námahy zakrátko přemluvit celé družstvo k přechodu na házenou. Tréninky družstva dorostu a už i mužů byly zpočátku spojené, později, když se družstva přihlásila do soutěží, začal každý samostatně. 1. dubna 1956 se družstvo mužů vypravilo sehrát svůj první zápas v házené do Paskova. V historicky prvním utkání mužů nastoupila Karviná v této sestavě: M. Salava - Kaplan, Schulhauser, J. Salava, Palas, Feranc, Louženský a Čičmanec. Na podzim 1956 hrálo družstvo krajský přebor mezinárodní házené, tuto soutěž vyhrálo a postoupilo do II. ligy házené. V ročníku 1961/1962 Karviná vyhrála II. ligu a postoupila do kvalifikace o postup do 1. ligy. Hrálo se ve Znojmě a Karviná po vítězství postupuje mezi Československou házenkářskou elitu. O postup se zasloužili: Novák, Kepl, Čičmanec, Brůna, Boř, B. Janík, O. Janík, Ing. Kaufman, Schulhauser, Malík, Feranc, Szczepanski, Hruška a Šivara.
Po příchodu do ligy málokdo věřil v udržení. Konečné 5. místo bylo obrovským úspěchem. Na zápas s tehdy suverénní Duklou Praha přišlo 3000 diváků! Již po šesti sezónách v 1. lize, kdy mužstvo neskončili hůře než na 6. místě, v ročníku 1967/1968 se Karviná stává mistrem Československa. Kanonýr František Brůna, spolu s Klimčíkem a Cinerem již reprezentant, se stává druhým nejúspěšnějším střelcem ligy. V témže roce je Karviná poctěna historicky prvním utkání výběru Světa s národní reprezentací.
Utkání se hrálo 11. srpna 1968 před 7000 diváky. Svět porazil ČSSR 24:21. V mužstvu Světa hrál i karvinský Brůna, za Československo to byli karvinští V. Konečný, Janík, Klimčík, J. Konečný, Raník, Hadrava, Ciner a Čičmanec. 1962/1963 5. místo 1963/1964 6. místo 1964/1965 5. místo 1965/1966 4. místo 1966/1967 2. místo 1967/1968 mistr ČSSR 1968/1969 3. místo 1969/1970 4. místo.
Když se s mužstvem rozloučil trenér Oldřich Spáčil, měli funkcionáři šťastnou ruku, ke kormidlu přišel internacionál Dušan Růža. Pod jeho vedením v sezóně 1971/1972 se Baník 1.máj Karviná stal opět mistrem Československa.
Situace v tomto ročníku vrcholila jakoby podle nejlepší režie. Až závěrečné střetnutí se Škodou Plzeň v Karviné rozhodovalo, které z těchto dvou mužstev získá mistrovský titul. Za účasti 6000 diváků Karviná vítězí, po poločase 11:10, 19:17. Brůna v tomto střetnutí vsítil 11 branek.
Baník jako novopečený mistr získal poprvé v historii oddílu právo startu v Poháru mistrů evropských zemí. Pro osmifinále určil pohárový los Karviné celek Sportingu Lisabon. V prvním zápase v Karviné přihlížel rekordní počet - 8000 diváků - výhře 24:11 (12:5). V odvetě v Lisabonu Karviná dokázala vyhrát 16:15 a postoupila do čtvrtfinále. Zde narazila na obhájce této trofeje, Partizan Bjelovar.
První zápas se hrál opět v Karviné a karvinským se podařilo, před 7500 diváky, vyhrát 16:10. Na horké půdě v Jugoslávii však již nestačili a prohráli 13:22. Ještě pár následujících let se Baník umísťuje v horní polovině tabulky. Pak se však s kolektivem loučí Konečný, Pavelka a především František Brůna. V sezóně 1976/1977 končí Karviná na 11. místě a sestupuje II. ligy. Hned v následujícím roce se podařil celku návrat mezi Československou házenkářskou elitu. Po roce Baník opět sestupuje.
Na počátku tohoto období je vítězství ve 2. lize a již definitivní postup do nejvyšší házenkářské soutěže Československa. Prvních pět sezon se Karviná pohybovala ve druhé polovině tabulky. Od ročníku 1986/1987 započal Baník cestu úspěchů v domácí soutěži. Následujících 15 sezon (1986 - 2001) skončilo pěti bronzovými, pěti stříbrnými a dvěma zlatými medailemi. Nejméně vydařenými sezonami byla tři čtvrtá místa.
Toto období lze označit jako nejúspěšnějším v celé historii klubu. Nejhorším umístěním bylo čtvrté místo. Čtyři třetí místa, tři druhá a k tomu mistrovský titul jsou důkazem velmi vydařeného desetiletí. V sezóně 1999/2000 se mužstvu daří po 28 letech získat již třetí titul mistra České republiky.
Rok poté, v sezóně 2000/2001, Karviná domácí titul mistra České republiky obhájila, přidala obhajobu vítězství v Českém poháru a vítězství v premiérovém ročníku Česko-Slovenské Handball International League.

## Slavní hráči spojení s klubem
- David Juříček
- Martin Galia
- Tomáš Heinz
- Kamil Heinz
- Michal Brůna
- Roman Farář
- Ondřej Šulc
- Tomáš Mrkva

## Umístění HCB Karviné od roku 1990
- 1990/1991 - 3. místo
- 1991/1992 - 2. místo
- 1992/1993 - 3. místo
- 1993/1994 - 3. místo
- 1994/1995 - 4. místo
- 1995/1996 - 3. místo
- 1996/1997 - 2. místo
- 1997/1998 - 2. místo
- 1998/1999 - 4. místo
- 1999/2000 - Mistr ČR
- 2000/2001 - Mistr ČR
- 2001/2002 - Mistr ČR
- 2002/2003 - 4. místo
- 2003/2004 - Mistr ČR
- 2004/2005 - Mistr ČR
- 2005/2006 - Mistr ČR
- 2006/2007 - Mistr ČR
- 2007/2008 - Mistr ČR
- 2008/2009 - Mistr ČR
- 2009/2010 - Mistr ČR
- 2010/2011 - 4. místo
- 2011/2012 - 3. místo
- 2012/2013 - 7. místo
- 2013/2014 - 7. místo
- 2014/2015 - 4. místo
- 2015/2016 - 4. místo
- 2016/2017 - 7. místo
- 2017/2018 - Mistr ČR
- 2018/2019 - 2. místo
- 2020/2021 - 2. místo
- 2021/2022 - Mistr ČR
- 2022/2023 - 2. místo
- 2023/2024 - Mistr ČR
- 2024/2025 - Mistr ČR

## Vedení HCB Karviná
- Michal Brůna - prezident HCB Karviná

## Realizační tým
- Michal Brůna - trenér

## Evropské poháry
HC Baník Karviná je tradičním účastníkem evropských pohárových soutěží. Své účinkování v evropských pohárech měl možnost začít již v roce 1968, kdy se stal poprvé přeborníkem republiky a měl právo reprezentovat tehdejší ČSSR v Poháru mistrů. Jenže srpnové události roku 1968 tuto premiéru Karviné v evropských pohárech přerušily. Karviná si svůj premiérový start v PMEZ vyzkoušela až v roce 1972, kdy podruhé získala titul přeborníka republiky.Premiéra dopadla vcelku dobře, Karviná postoupila do druhého kola přes portugalský Sporting Lisabon, kde narazila na tehdy velice silný celek Partizan Bjelovar a po výhře v Karviné 16:10 a prohře v Bjelovaru 13:22 byla z dalších bojů vyřazena. Byl to tehdy pro Karvinou velký svátek a obě kola se hrála na nově otevřeném zimním stadionu a každé utkání vidělo 8 tisíc věrných karvinských fanoušků. Na další účast v evropských pohárech čekala Karviná dlouhých 15 let. Čekání se ale vyplatilo, protože v roce 1987 si Karviná vybojovala v Poháru vítězů pohárů postup až do semifinále, kde prohrála s německým Grosswallstadtem. Od této sezóny je karvinský Baník každoročně účastníkem některého z evropských pohárů. Stálá účast v elitní společnosti evropských klubů přinesla své ovoce. Karviná v sezónách 1997/1998 až 1999/2000 třikrát postoupila do čtvrtfinále evropského poháru a v sezónách 2000/2001, 2001/2002, 2002/2003, 2003/2004, 2004/2005, 2005/2006, 2006/2007 se sedmkrát po sobě probojovala do jedné ze skupin Ligy mistrů. Tyto získané zkušenosti již dávají o sobě vědět v podobě dobrého jména Karviné v očích těch nejkvalitnějších klubů v Evropě a každý klub, se kterým se Karviná potká na hřišti již dnes ví, že Baník patří do skupiny těch nejkvalitnějších týmů v Evropě.

### Liga mistrů 2000/2001
| 12.11.2000 | HCB Karviná          | Portland San Antonio | 30:33 (17:17) |
| 18.11.2000 | Runar Sandefjord     | HCB Karviná          | 27:25 (12:11) |
| 26.11.2000 | HCB Karviná          | Lovcen Cetinje       | 29:29 (16:17) |
| 3.12.2000  | HCB Karviná          | Runar Sandefjord     | 34:26 (18:13) |
| 9.12.2000  | Portland San Antonio | HCB Karviná          | 35:25 (17:11) |
| 16.12.2000 | Lovcen Cetinje       | HCB Karviná          | 31:27 (15:13) |
| ---------- | -------------------- | -------------------- | ------------- |

### Liga mistrů 2001/2002
| 11.11.2001 | HCB Karviná           | Ademar Leon           | 29:27 (12:10) |
| 17.11.2001 | Celje Pivovarna Laško | HCB Karviná           | 31:21 (14:10) |
| 25.11.2001 | HCB Karviná           | CSKA Moskva           | 33:25 (16:11) |
| 2.12.2001  | HCB Karviná           | Celje Pivovarna Laško | 31:32 (18:14) |
| 9.12.2001  | Ademar Leon           | HCB Karviná           | 31:25 (18:14) |
| 15.12.2001 | CSKA Moskva           | HCB Karviná           | 32:31 (14:18) |
| ---------- | --------------------- | --------------------- | ------------- |

### Liga mistrů 2002/2003
| 10.11.2002 | HCB Karviná               | Prule 67 Ljubljana        | 29:36 (19:16) |
| 17.11.2002 | Montpellier HB            | HCB Karviná               | 32:30 (14:19) |
| 24.11.2002 | HCB Karviná               | Chechovski Medvedi Moskva | 35:27 (11:13) |
| 1.12.2002  | HCB Karviná               | Montpellier HB            | 23:26 (10:12) |
| 8.12.2002  | Prule 67 Ljubljana        | HCB Karviná               | 34:27 (17:14) |
| 15.12.2002 | Chechovski Medvedi Moskva | HCB Karviná               | 40:23 (21:13) |
| ---------- | ------------------------- | ------------------------- | ------------- |

### Liga mistrů 2003/2004
| 12.10.2003 | HCB Karviná        | RK Metkovič        | 38:27 (18:11) |
| 18.10.2003 | Chambery Savoie HB | HCB Karviná        | 34:26 (19:13) |
| 9.11.2003  | Pfadi Winterthur   | HCB Karviná        | 38:29 (21:13) |
| 16.11.2003 | HCB Karviná        | Chambery Savoie HB | 28:36 (14:19) |
| 23.11.2003 | RK Metkovič        | HCB Karviná        | 28:25 (14:13) |
| 30.11.2003 | HCB Karviná        | Pfadi Winterthur   | 34:31 (15:16) |
| ---------- | ------------------ | ------------------ | ------------- |

### Liga mistrů 2005/2006
| 2.10.2005  | HCB Karviná            | SG Flensburg Handewitt | 22:28 |
| 9.10.2005  | Paris Handball         | HCB Karviná            | 21:18 |
| 15.10.2005 | Kaunas                 | HCB Karviná            | 28:35 |
| 23.10.2005 | HCB Karviná            | Paris Handball         | 26:26 |
| 5.11.2005  | SG Flensburg Handewitt | HCB Karviná            | 35:28 |
| 13.11.2005 | HCB Karviná            | Kaunas                 | 31:26 |
| ---------- | ---------------------- | ---------------------- | ----- |

### Liga mistrů 2006/2007
| 1.10.2006  | HCB Karviná | Constanta   | 31:34 (16:14) |
| 5.10.2006  | THW Kiel    | HCB Karviná | 44:25 (20:18) |
| 15.10.2006 | GOG Gudme   | HCB Karviná | 45:32 (19:15) |
| 22.10.2006 | HCB Karviná | THW Kiel    | 26:50 (13:24) |
| 4.11.2006  | Constanta   | HCB Karviná | 29:29 (14:17) |
| 12.11.2005 | HCB Karviná | GOG Gudme   | 32:37 (13:19) |
| ---------- | ----------- | ----------- | ------------- |

### Liga mistrů 2007/2008
| 29.9.2007  | HCB Karviná      | Barcelona        | 20:35 (12:18) |
| 7.10.2007  | Ivry             | HCB Karviná      | 32:22 (15:11) |
| 11.10.2007 | GK Zaria Kaspija | HCB Karviná      | 32:25 (18:14) |
| 11.11.2007 | HCB Karviná      | Ivry             | 26:27 (16:16) |
| 17.11.2007 | Barcelona        | HCB Karviná      | 43:25 (22:14) |
| 27.11.2007 | HCB Karviná      | GK Zaria Kaspija | 22:22 (11:10) |
| ---------- | ---------------- | ---------------- | ------------- |